# Nyland, Strömsunds kommun
För andra betydelser, se Nyland (olika betydelser).
Nyland är en by i Gåxsjö socken, Strömsunds kommun, Jämtland (Jämtlands län). Byn ligger utmed Storån och korsas av vägen mellan Yxskaftkälen och Gåxsjö. Nyland, som grundades i början av 1800-talet, hade sin största befolkning vid 1920-talets början. Idag (2011) bor 10 personer i Nyland. Fortfarande finns dock en mjölkproducerande bonde kvar i byn.

## Historia
Nyland grundades enligt en minnessten i byn år 1814. Det var närheten till Storån som gjorde att man kunde anlägga bebyggelse nere vid den stora myren Älgflon. Här fanns förutsättningar för såväl korn- och potatisodling som jakt och fiske. Starrslåttern på den intilliggande myren var viktig för att man skulle kunna överleva vintern.
Vid laga skifte 1854–55 hade Nyland fyra åbor (d.v.s. fastighetsägare) samt tre bebodda torp. Vid denna tid fanns dessutom en familj bosatt på ett nybygge, ”Bygget”, beläget mitt ute på Älgflon mellan Storån och Öjån ca 7 km från Nyland. Bygget brann ned 1857. Platsen kom därefter att nyttjas som fäbodställe. 
Byns äldsta gård, Nyströmsgården, som började bebyggas 1817, såldes 1909 och styckades då i nio delar. Många nya små jordbruksfastigheter utmed Storåns östra sida blev därmed till. Befolkningsutvecklingen i byn gick långsamt, i början av 1830-talet var omkring 30 personer bosatta i Nyland. De högsta folkmängden nåddes 1920 då Nyland hade 101 invånare. Industrialiseringen samt jordbrukets mekanisering kom därefter starkt bidra till att befolkningssiffran sjönk snabbt. I dagsläget (2011) bor endast 10 personer kvar. Skola fanns i byn mellan 1910 och 1940. Även affär existerade en kortare tid på 1930- och 40-talen.
Nyland saknade riktig vägförbindelse fram till 1930-talet. Endast dåliga kärrvägar fanns till Sikås, Gåxsjö och Yxskaftkälen. Den sistnämnda gick över Älgflon, och var således nästan ofarbar höst och vår. 1931 påbörjades en väg mellan Gåxsjö och Yxskaftkälen, en s.k. AK-väg. Vägen drogs rakt över Älgflon genom Nyland, och stod färdig 1935.
Nyland har även haft ett eget vattenkraftverk. Nylands Kraft AB bildades 1913 med ett aktiekapital på 50.000 kronor, vilket 1919 höjdes till 100.000 kr. Initiativtagare var främst bönder från den större närbelägna byn Gåxsjö. Kraftverket, som byggdes vid ett biflöde till Storån, var litet och endast nominellt 100 kW växelström och 10.000 volts spänning. Utvecklingen gjorde att kraftverket redan i början av 1930-talet var för litet, och efter upphandling med ett mycket större kraftverk lades driften ned i början av 1940-talet. Idag finns endast rester av kraftverket kvar, samt kanalen och kraftverksdammen.

## Bilder

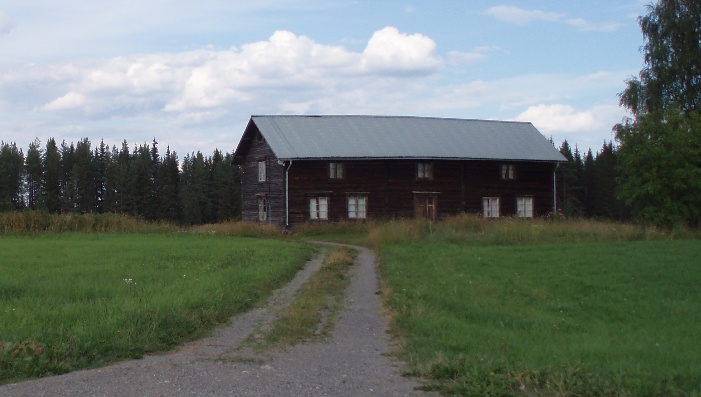
Mangårdsbyggnaden, en parstuga, vid Nylands äldsta gård "Nyströmsgården".
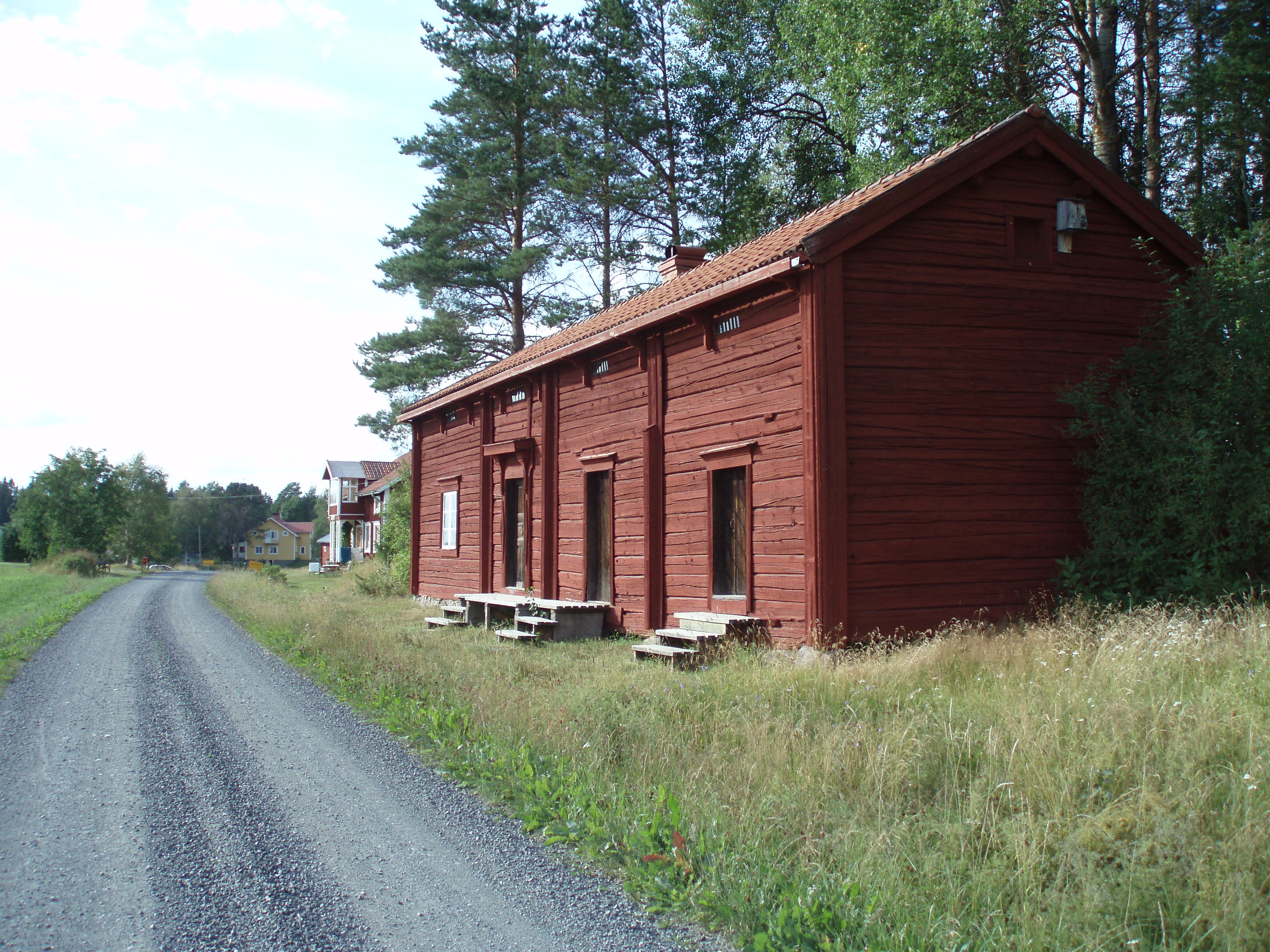
Bymiljö med en s.k. "bryggstu" från 1870-talet närmast till höger.
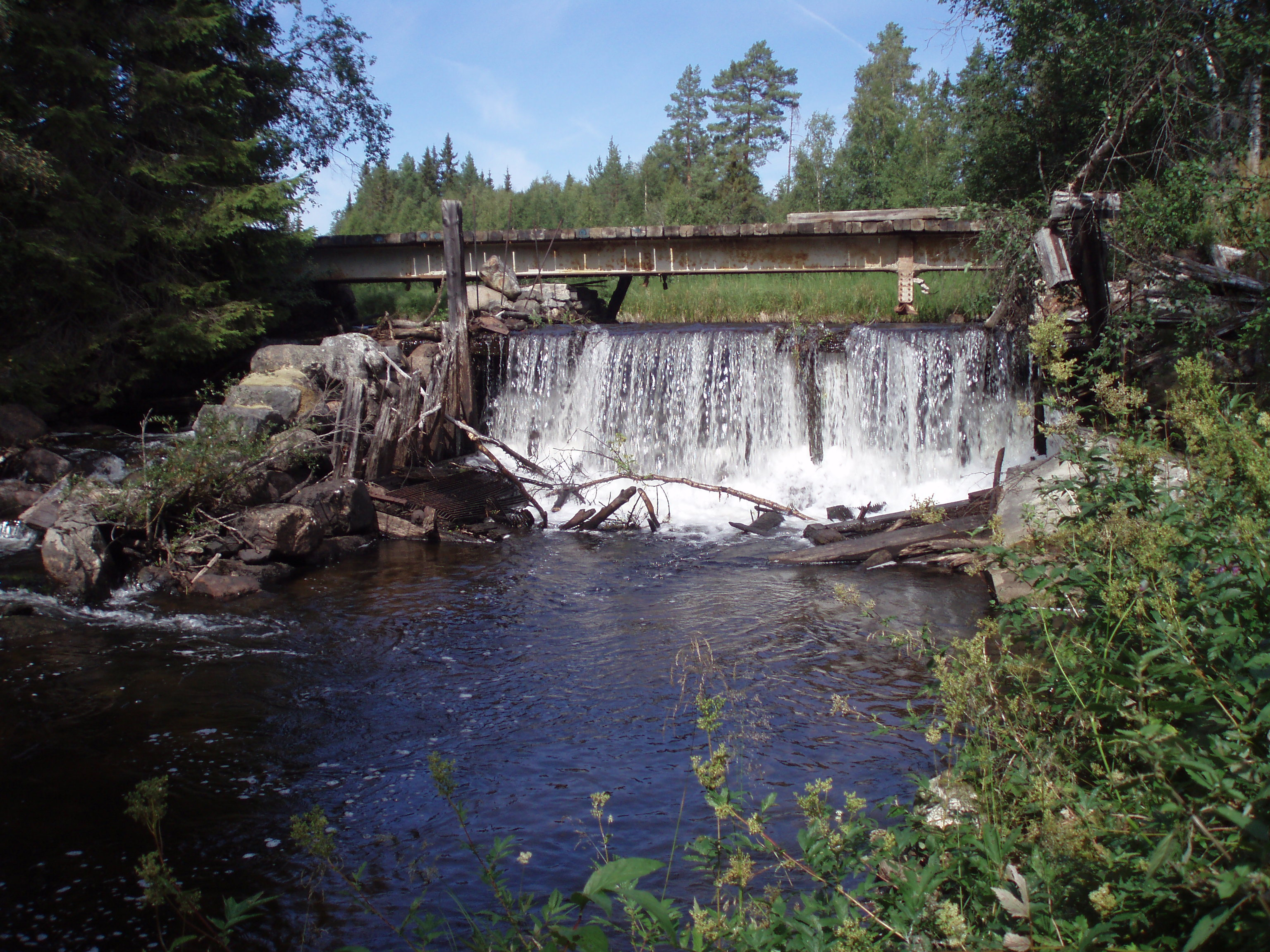
Resterna efter den kraftstation som var i bruk i drygt 30 år.